# Шляхтич Галина Іванівна
Галина Іванівна Шляхтич (6 березня 1973 — 12 жовтня 2016) — українська шахістка, міжнародний майстер (2002) серед жінок.
Чемпіонка України із шахів серед жінок 1998 року, бронзова призерка чемпіонату України 1997 року.
У 2009 отримала стипендію для спортсменів від КМУ .
З 20 років хворіла на розсіяний склероз  .